# Ejgil W. Rasmussen
Ejgil Winther Rasmussen (født 24. oktober 1936 i Hylke) er en dansk politiker, der er tidligere borgmester i Gedved Kommune i perioden 1986-2007, valgt for Venstre, samt tidligere formand for KL.
Rasmussen er søn af gårdejer Niels Rasmussen og Gudrun f. Nielsen, blev uddannet landmand og arbejdede som landbrugsmedhjælper på Island 1955-1956. Fra 1962 drev han Yding Enggård, der er hans kone, Anne Kirstines fædrene gård.
Han gik ind i kommunalpolitik i 1978, hvor han blev indvalgt i Gedved Kommunalbestyrelse for Venstre. I 1986 blev han borgmester – en post han besad helt frem til kommunens sammenlægning med Brædstrup og Horsens Kommune i 2006. I 1990 blev han medlem af bestyrelsen for KL, i 1998 næstformand og fra 2002 til 2006 var han interesseorganisationens formand.
Ejgil W. Rasmussen har desuden været medlem af bestyrelsen for Kommunekredit, Kommune Leasing, Østjysk Energi og Dansk Energi, ligesom han har været bestyrelsesformand i KMD og Eltra. Ejgil W Rasmussen er Ridder af Dannebrog